# Plecturocebus brunneus
Plecturocebus brunneus is een zoogdier uit de familie van de sakiachtigen (Pitheciidae). De wetenschappelijke naam van de soort werd voor het eerst geldig gepubliceerd door Johann Andreas Wagner in 1842.

## Voorkomen
De soort komt voor in Peru en Brazilië.